# زفیر ۱۲۹۲۳
سیارک ۱۲۹۲۳ (به انگلیسی: 12923 Zephyr، نامگذاری:1999GK4) دوازده هزار و نهصد و بیست و سومین سیارک کشف شده‌است که در ۱۱ آوریل ۱۹۹۹ کشف شد.
قدر مطلق سیارک برابر ۸.۱ است.